# Гирбова (Румунія)
Гирбова (рум. Gârbova) — село у повіті Алба в Румунії. Адміністративний центр комуни Гирбова.
Село розташоване на відстані 244 км на північний захід від Бухареста, 26 км на південний схід від Алба-Юлії, 102 км на південь від Клуж-Напоки, 148 км на захід від Брашова.

## Населення
За даними перепису населення 2002 року у селі проживали 1488 осіб.
Національний склад населення села:
| Національність | Кількість осіб | Відсоток |
| -------------- | -------------- | -------- |
| румуни         | 1284           | 86,3%    |
| цигани         | 158            | 10,6%    |
| німці          | 40             | 2,7%     |
| угорці         | 6              | 0,4%     |

Рідною мовою назвали:
| Мова      | Кількість осіб | Відсоток |
| --------- | -------------- | -------- |
| румунська | 1450           | 97,4%    |
| німецька  | 34             | 2,3%     |